# Babelscores
 BabelScores è una biblioteca digitale e casa editrice di partiture musicali interamente dedicata alla musica contemporanea. Creata nel 2009, offre una piattaforma per la circolazione e la promozione della musica scritta negli ultimi 40 anni. Il suo catalogo è in costante crescita con partiture di compositori di tutto il mondo.

## Storia
Nel 2009 un gruppo di studenti di composizione del Conservatorio di Parigi, ha ideato la creazione di una biblioteca digitale per la musica contemporanea più recente. La nascita di BabelScores e della sua piattaforma digitale ha l'intento di promuovere le opere di compositori viventi. L'obiettivo principale della piattaforma è fornire uno strumento per la circolazione di nuove opere a musicisti, università, conservatori, ensemble, orchestre, musicologi e festival di tutto il mondo. La piattaforma online è stata lanciata ufficialmente nel 2010.
Tra il 2009 e il 2019 BabelScores ha raccolto oltre 210.000 pagine di musica, diventando così un'imponente piattaforma digitale per la musica contemporanea di oggi.

## Contenuto
BabelScores raccoglie musica selezionata fra oltre 350 compositori di tutto il mondo. Le partiture, completamente digitalizzate o in versione cartacea, sono pubblicate dalla stessa BabelScores o dalle case editrici partner. Nella versione digitale vengono visualizzate in un lettore in formato opuscolo, con zoom e opzioni a schermo intero. Rende inoltre disponibili registrazioni audio delle composizioni, annotazioni dei compositori e le loro biografie.
Il motore di ricerca della biblioteca fornisce diverse categorie di ricerca, tra cui compositore, genere, data, strumento, zona geografica, livello di difficoltà. Contiene anche una pagina con la biografia di ogni compositore.
L'interfaccia di BabelScores è disponibile in francese, inglese e spagnolo.

## Accesso
L'accesso all'archivio di Babelscores avviene tramite abbonamento individuale o istituzionale.
BabelScores è concesso in licenza a diverse istituzioni accademiche come Conservatoire Superieur National de Paris, Biblioteca nazionale di Francia, Columbia University, Bayerische Staatsbibliothek, Dartmouth College, Harvard University, Juilliard School, IRCAM Centre Pompidou, Stanford University, The Hong Kong Academy for Performing Arts, Pontificia Universidad Javeriana, Università di Edimburgo, Guildhall School, Musikhochschule Lübeck, Hochschule für Musik und Theater Hamburg, Università di Melbourne, Università di Auckland, Yale University.